# Биструха (Новосибірська область)
Биструха (рос. Быструха) — село у Кочковському районі Новосибірської області Російської Федерації.
Входить до складу муніципального утворення Биструхінська сільрада. Населення становить 1146 осіб (2017).

## Історія
Згідно із законом від 2 червня 2004 року органом місцевого самоврядування є Биструхінська сільрада.

## Населення
| 2002  | 2007  | 2010  | 2012  | 2013  | 2014  | 2015  |
| ----- | ----- | ----- | ----- | ----- | ----- | ----- |
| 1402  | ↘1385 | ↘1233 | ↘1200 | ↗1205 | ↘1180 | ↘1159 |
| 2016  | 2017  |       |       |       |       |       |
| ↘1134 | ↗1146 |       |       |       |       |       |